# イオン保険サービス
イオン保険サービス株式会社（イオンほけんサービス）は、千葉県千葉市美浜区の幕張新都心に本社を置く、日本の保険代理業者である。イオンフィナンシャルサービス株式会社の子会社。

## 概要
イオングループにおける保険代理店業は1973年にイオンモール株式会社の前身のジャスコ興産株式会社が損害保険代理店業を開始したことに由来する。イオングループのショッピングセンターに関する損害保険および従業員向け生損保営業を行うほか、2002年にイオンモール大和（神奈川県大和市）にて当時としては珍しかった保険ショップ第1号店を業界に先駆けてオープンさせた。また、イオンクレジットサービスが完全子会社の保険代理店としてエヌ・シー・エス興産を設立し損害保険代理店業を開始。イオン株式会社も2001年に保険代理店業を開始し、イオンの店内に通信販売による保険カタログスタンドを設置した。
その後、2008年2月にイオングループにおける保険代理店事業の集約が行われ、イオン株式会社とイオンモール株式会社が行っていた保険代理店業務をエヌ・シー・エス興産に継承し事業を一体化され現在の「イオン保険サービス」に商号変更した。2011年にはイオン銀行が子会社化し、銀行事業と保険代理店事業を一体化した店舗展開のほか、リテールサービス提供を進める。
現在では従来のイオングループ向け生損保営業とあわせイオンのショッピングセンターに全国115店舗（2019年3月現在）の来店型保険ショップ運営を行っている他、インターネットで展開する「イオン保険マーケット」では自動車保険・バイク保険の見積、生命保険・損害保険の資料請求、オンライン契約を引き受けている。

## 沿革

### 保険事業統合前
- 1973年 - ジャスコ興産株式会社（現在のイオンモール株式会社）が、損害保険の代理店業を始める。
- 1974年 - ジャスコ興産株式会社が、生命保険の代理店業を始める。
- 1990年 - 日本クレジットサービス株式会社（現イオンフィナンシャルサービス株式会社）が完全子会社のエヌ・シー・エス興産株式会社を設立し、損害保険の代理店業を始める。
- 2000年 - Webサイト「イオン保険マーケット」を開始、eコマース事業へ参入。
- 2001年 - イオン株式会社が、生命保険および損害保険の代理店業を始め、ジャスコ店舗にカタログスタンドを展開。
- 2002年 - イオンモール株式会社が、イオンモール大和にイオン保険ショップ1号店を出店。
- 2005年 - エヌ・シー・エス興産が、保険業界初のプライバシーマーク取得。テレマーケティングによる傷害保険の販売を開始。

### イオン保険サービスに統合後
- 2008年2月21日 - イオン株式会社およびイオンモール株式会社の両社が、保険事業をエヌ・シー・エス興産株式会社に事業譲渡。同時にエヌ・シー・エス興産は、イオン保険サービス株式会社に商号変更。
- 2011年2月18日 - イオンクレジットサービス株式会社とイオンモール株式会社の両社が保有するイオン保険サービス株式（合計99%）を、株式会社イオン銀行が取得して子会社化。
- 2012年 - イオン保険サービス公式Facebookページを開設。イオン保険サービス公式キャラクター「クッキー侍」誕生。
- 2013年 - イオン保険ショップ100店舗目を出店。
- 2015年 - イオン保険サービスコーポレートサイトを開設。
- 2017年 - 女性の活躍推進に関する状況等が優良な企業として、「えるぼし」認定（認定段階3）を取得。
- 2018年 - イオン保険サービス創立10周年を迎える。イオン保険サービス公式Twitterを開設。
- 2019年 - 「イオンのほけん相談」へ屋号を変更。イオン保険サービス公式キャラクター「こんさるん」誕生、公式キャラクターを「クッキー侍」から変更。イメージキャラクターに俳優の岡田健史を起用し、4月26日よりCMを放映。
- 2020年 - インターネットと電話を活用した「イオンのオンラインほけん相談」を開始。